# Boa Esperança (Paraná)
Pour les articles homonymes, voir Boa Esperança.
Boa Esperança est une municipalité brésilienne située dans l'État du Paraná.